# Charjah (ville)
Pour les articles homonymes, voir Charjah.
Charjah (en arabe : الشارقة) est une ville des Émirats arabes unis, capitale de l'émirat de Charjah. Elle est la seconde agglomération la plus peuplée du pays après Dubaï, avec 543 733 habitants en 2004 et plus de 800 000 habitants en 2007 (elle fait d'ailleurs partie de la conurbation de cette dernière), et avant Abou Dabi, la capitale de la fédération. 

## Économie
La ville de Charjah, située sur le golfe Persique, est un pôle culturel et industriel important, assurant 7,4 % du PIB de la fédération. La ville est également le siège des principaux centres administratifs et commerciaux, notamment avec ses deux principaux souks traditionnels. 

## Culture et loisirs
La ville est le lieu d'un éventail de projets culturels et traditionnels, y compris de plusieurs musées couvrant des domaines comme l'archéologie, l'histoire naturelle, les sciences, les arts, le patrimoine, l'art et la culture islamiques, ainsi que d'un certain nombre de zones de loisirs et de parcs publics, tels que Al Jazeirah Fun Park et Al Buheirah Corniche. La ville est en outre remarquable pour ses nombreuses élégantes mosquées. La ville a été élue par l'UNESCO Capitale culturelle du Monde arabe en 1998 et Capitale de la culture islamique en 2014.

## Transports
Charjah est desservie par l'aéroport international de Charjah et dispose d'un port avec deux terminaux à conteneurs, le port de Hamriyah.

## Jumelage

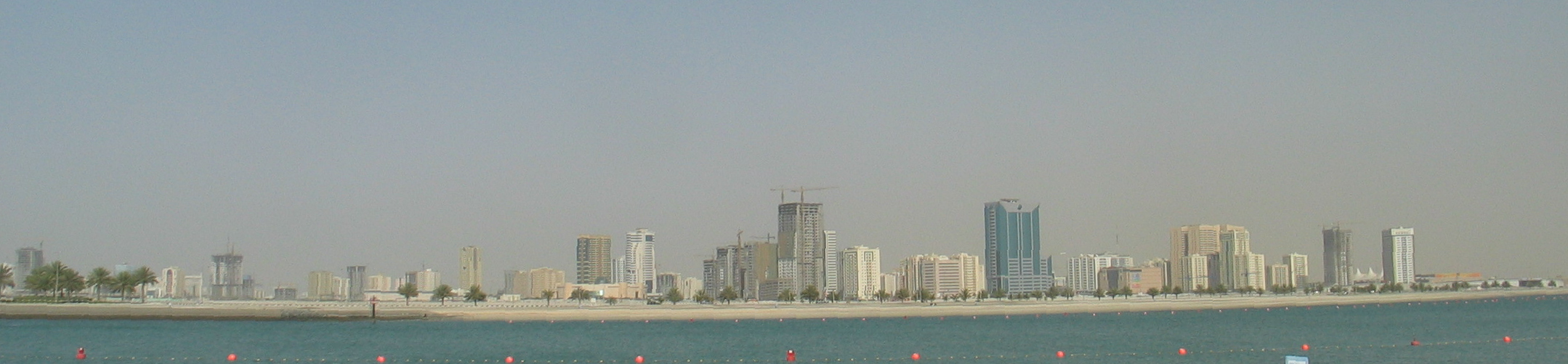
Vue panoramique de Charjah.

- Grenade (Espagne)